# Adalbert von Widmann (Politiker, 1868)
Adalbert Viktor Johannes Bernhard Maria Widmann (* 20. Mai 1868 in Platsch, Markgrafschaft Mähren; † 11. Dezember 1945 ebenda; bis 1919 Freiherr von Widmann) war ein Verwaltungsbeamter, Landeschef von Österreichisch-Schlesien und österreichischer Ackerbauminister.

## Leben

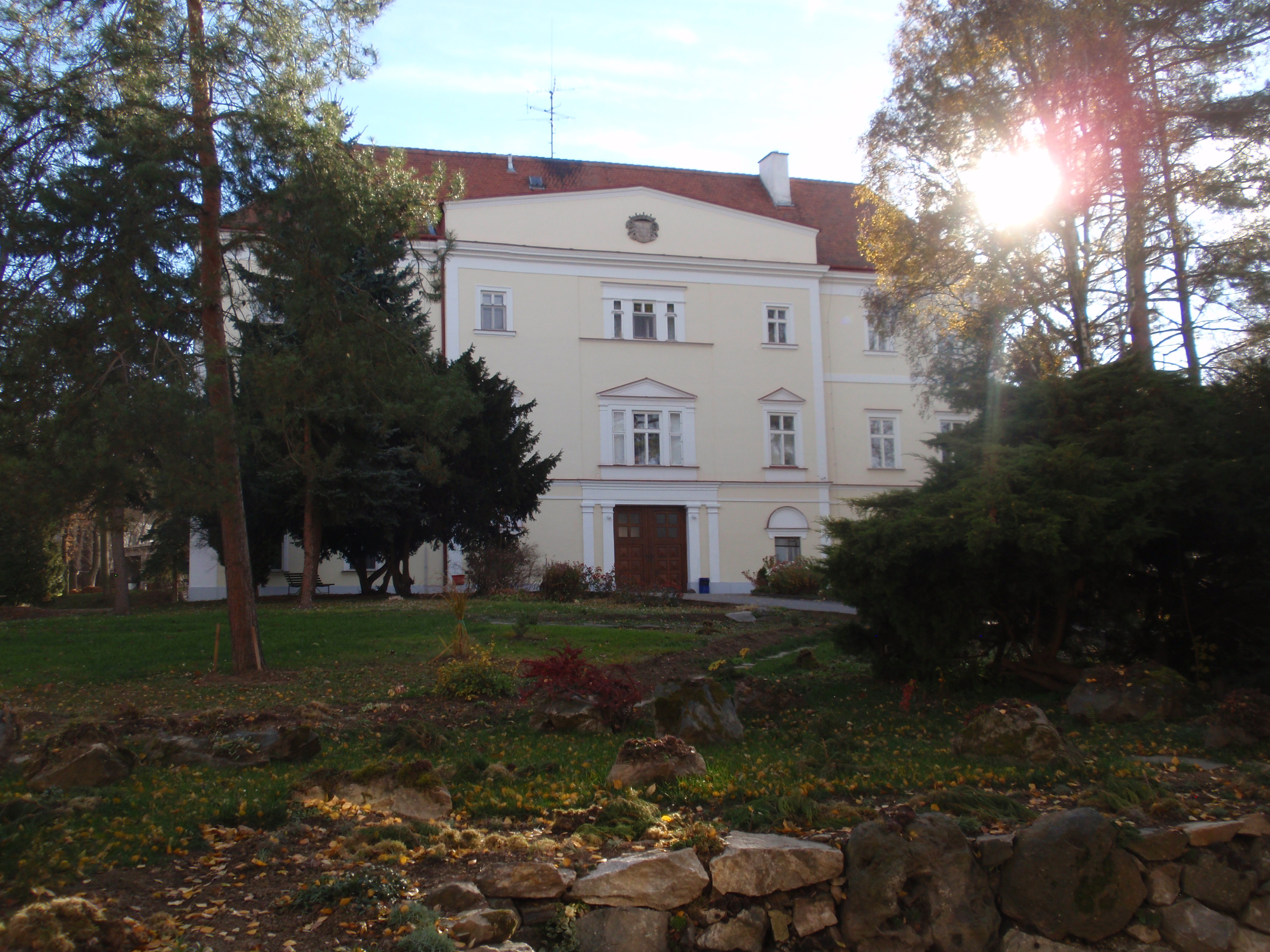
Schloss Platsch

Widmann war ein Sohn von Adalbert Freiherr von Widmann, Präsident des mährischen Landtages 1871 bis 1884. Nach dem Besuch des Gymnasiums in Brünn studierte er Rechtswissenschaft an der Karls-Universität in Prag. Er trat 1891 bei der Statthalterei in Prag in den Staatsdienst ein, wechselte 1903 in das Innenministerium und wurde 1906 Sektionsrat. Seine Karriere wurde wohl auch durch die Stellung seines Vaters befördert. 1909 ging er als Hofrat und stellvertretender Landespräsident in die schlesische Landesregierung in Troppau.
Von 9. Jänner bis 3. November 1911 amtierte Widmann als Ackerbauminister in den Regierungen Bienert und Gautsch.
Anschließend wechselte er wieder in die Verwaltung Österreichisch-Schlesiens und fungierte von März 1915 bis zum Ende der Monarchie im November 1918 als schlesischer Landespräsident.
Nach dem Krieg zog sich Widmann auf seine umfangreichen Güter nach Plaveč/Platsch zurück, wo er bis 1945 blieb. Sein Ansuchen um die tschechoslowakische Staatsbürgerschaft wurde abgewiesen und er musste das Land verlassen. Vor seiner Vertreibung starb er jedoch mit 77 Jahren am 11. Dezember 1945 in Plaveč.
Widmann wurde als sehr gewissenhaft, aber still und verschlossen, in politischer Beziehung als unbedeutend beschrieben.
Schloss Platsch, der Wohnsitz von Widmann, wurde nach 1945 enteignet und wird bis heute als Pensionistenwohnheim genutzt.